# Phyllidia ocellata
Phyllidia ocellata es una especie de babosa marina, un nudibranquio dórido, un molusco gasterópodo marino sin concha de la familia Phyllidiidae.

## Distribución
Esta especie probablemente está confinada en el océano pacífico Indo-occidental central. Es común en Indonesia y se encuentra desde Malasia hasta las Islas Salomón.

## Descripción
Este animal puede medir hasta 35 mm de longitud. A menudo se confunda con especies similares como Phyllidia japonica, Phyllidia multituberculata, Phyllidia undula, entre otras especies.Este nudibranquio tiene un dorso de color marrón anaranjado interrumpido por grandes tubérculos compuestos y peciolados, de color blanco o gris. Estos tubérculos se distribuyen a lo largo de una línea desde los rinóforos hasta la cola, con tubérculos más dispersos y en su mayoría más pequeños hacia el borde del manto. Hay cuatro anillos negros que rodean los tubérculos que están colocados simétricamente en la región media de la espalda. Los individuos grandes pueden tener dos manchas negras más hacia la cola, o dos tubérculos más rodeados de anillos negros. Un único tubérculo delante de los rinóforos también está rodeado por un anillo negro. Los rinóforos son de color amarillo anaranjado.

## Ecología
Como muchos otros nudibranquios, Phyllidia ocellata se alimenta de esponjas.